# Trèo cây bụng nâu dẻ
Trèo cây bụng nâu dẻ, tên khoa học Sitta cinnamoventris, là một loài chim trong họ Sittidae. Chúng được tìm thấy ở Ấn Độ, Bhutan, Nepal, và Tây Tạng.